# خوان فرناندو فرنانديز
خوان فرناندو فرنانديز (بالإسبانية: Juan Fernando Fernández)‏ هو لاعب كرة قدم مكسيكي، ولد في 20 يونيو 1989. لعب مع نادي سيلايا.